# Ramseur
Ramseur ist eine Town im Randolph County des US-Bundesstaates North Carolina.

## Geografie
Durch Ramseur fließt der Deep River. Der nächstgrößere Ort ist die 15 km westlich gelegene Stadt Asheboro. Ramseur liegt etwa 45 km südlich von Greensboro und etwa 150 km nordöstlich von Charlotte.

## Geschichte
Die ersten Bewohner von Ramseur war der Indianerstamm der Catawba. Am Ende der Amerikanischen Revolution war das heutige Ramseur bis 1840 im Besitz von William Allen bzw. dessen Familie. Hezkiah Allen und Henry Kivett errichteten am Deep River 1840 ein Sägewerk. Sie nutzten die Wasserkraft und bauten einen Steindamm. Die Siedlung wurde bekannt als „Allen's Fall“. 1850 baute die Columbia Manufacturing Company eine Baumwollspinnerei am Deep River. Diese wurde zunächst von Henry Kivett geleitet, später kaufte William H. Watkins die Spinnerei und baute sie aus. Aus dem Ortsnamen Allen's Fall wurde aufgrund der Spinnerei „Columbia“. Mit dem Wachstum der Gemeinde wurde 1875 eine Brücke über den Deep River gebaut und es wurde 1879 ein Postamt errichtet. Die Pakete kamen aufgrund von Verwechslungen zwischen den Postämtern in Columbia, South Carolina, und dem neuen Postamt in Columbia, North Carolina, häufig nicht an den richtigen Empfänger. Um die Verwechslungen zu vermeiden, schlug William H. Watkins vor, die Stadt nach Generalmajor Stephen Dodson Ramseur zu benennen, unter dem Watkins im Konföderiertenheer während des Sezessionskrieges gedient hatte. Ramseur galt als besonders tapfer und wurde 1864 in der Schlacht am Cedar Creek tödlich verwundet. Am 20. Februar 1889 wurde Columbia in Ramseur umbenannt. Ein Jahr später wurde eine Eisenbahnlinie errichtet. Offiziell wurde die Charta für die Stadt Ramseur am 13. März 1895 ratifiziert.

## Demografie
Im United States Census 2020 wurden 1774 Einwohner in Ramseur erfasst, verteilt auf 633 Haushalte. Die Bevölkerung teilte sich im auf in 61,7 % Weiße, 13,1 % Afroamerikaner, 0,6 % amerikanische Ureinwohner, 1,8 % Asiaten und 6,0 % mit zwei oder mehr Ethnizitäten und 0,1 % andere. Hispanics oder Latinos aller Ethnien machten 16,7 % der Bevölkerung aus. Das mittlere Haushaltseinkommen lag bei 32.964 US-Dollar.

## Sehenswürdigkeiten
Das einzige Museum in Ramseur ist das Ramseur Community Museum. Dort wird mit Artefakten die Geschichte von Ramseur von den frühen Siedlungen in den 1840er Jahren bis heute nachgezeichnet. Es befindet sich im historischen ehemaligen Bank of Coleridge-Gebäude in der Main Street. Das Museum wurde 1974 initiiert zum zweihundertjährigen Jubiläum der USA und 1976 eröffnet.

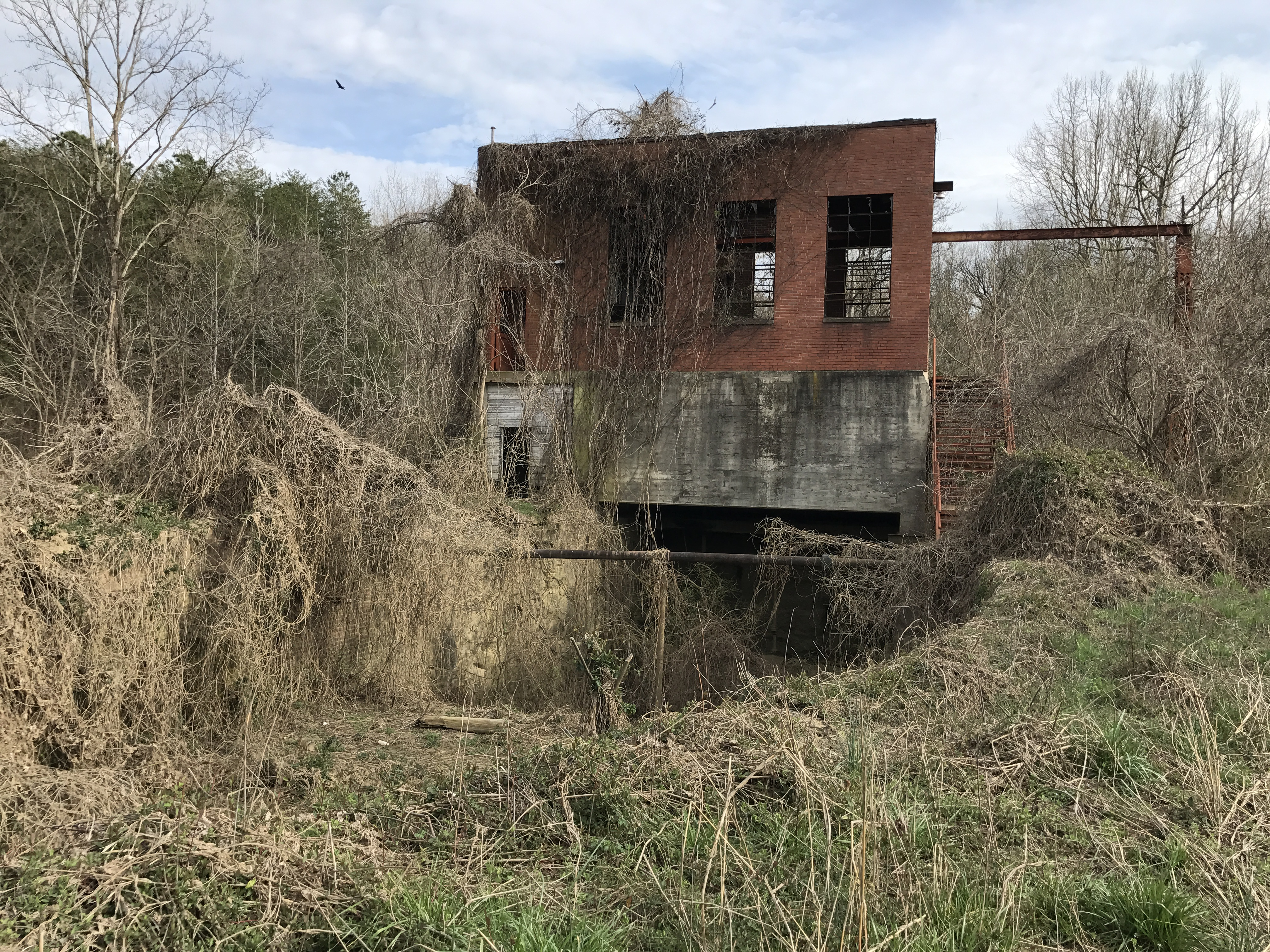
Erhaltenes Maschinenhaus der abgerissenen Deep River-Columbia-Textilfabrik

Die Deep River-Columbia Manufacturing Company wurde 1963 geschlossen und später abgerissen. 1978 wurde der Komplex in das National Register of Historic Places aufgenommen.

## Sonstiges
Teile des Films Killers Three (1968) mit Robert Walker Jr. und Diane Varsi in den Hauptrollen wurden in Ramseur und dem nahe gelegenen Coleridge gedreht. Produzent Dick Clark kommentierte die Drehortwahl mit „We picked Ramseur because of its authenticity, and because half of it is abandoned and we could build up the 'ghost town' according to our needs.“ (deutsch: „Wir haben uns für Ramseur entschieden, weil es authentisch ist und weil die Hälfte der Stadt verlassen ist und wir die ‚Geisterstadt‘ nach unseren Bedürfnissen gestalten können.“).

## Bekannte Persönlichkeiten
- Heidi N Closet (* 1994), Dragqueen
- B. Everett Jordan (1896–1974), US-amerikanischer Politiker
- Yolanda Hill Robinson, Second Lady von North Carolina, Frau von Mark Robinson